# От (митология)
От или Отр в скандинавската митология е джудже, син на крал Храйдмар и брат на Фафнир и Регин.
Според Прозаичната Еда той може да се трансформира и прекарва дните си във формата на видра, ядейки лакомо риба. От е случайно убит от Локи. Храйдмар настоява за отплата за смъртта на От и Локи трябва да напълни видровата кожа със злато и да покрие външността ѝ с червено злато. Откраднатият пръстен Андваринаут е проклет от джуджето Андвари. Предполага се, че тази история е трябвало да покаже предимствата не само се на придържането към закона (отплата за убийство), но и придържането към духа на закона, както и (искане на голям откуп). Алчността към този проклето съкровище в крайна сметка предизвиква смъртта на Храйдмар и двамата му оцелели синове; Храйдмар е убит от Фафнир, който се превръща в дракон, а другите двама са убити от меча на Сигурд – Грам.